# Acosta (Monagas)
Acosta è un comune del Venezuela situato nello Stato del Monagas.
Il capoluogo del comune è la città di San Antonio de Maturín.